# دون لافي
دون لافي (بالإنجليزية: Don Levy)‏ هو مخرج أسترالي، ولد في 1932، وتوفي في 1987.

## روابط خارجية
- دون لافي على موقع IMDb (الإنجليزية)
- دون لافي على موقع قاعدة بيانات الفيلم (الإنجليزية)